# Melezitoză
Melezitoza sau melicitoza este o trizaharidă nereducătoare și este alcătuită din resturi de glucoză și turanoză (glucoză + fructoză). Este produsă de multe specii de insecte care consumă sevă, inclusiv afide precum Cinara pilicornis. Face parte din compoziția nectarului produs de afide, care acționează ca molecule de atracție pentru furnici și ca hrană pentru albine.